# سلفادور راينوسو
سلفادور راينوسو (بالإسبانية: Salvador Reynoso)‏ (12 أكتوبر 1987 بجنرال رودريغيز في الأرجنتين - ) هو لاعب كرة قدم أرجنتيني في مركز الوسط. لعب مع نادي سان لورينزو وCSD Flandria ‏ وسارمينتو دي خونين ونادي أتليتكو للبنين ‏.

## وصلات خارجية
- سلفادور راينوسو على موقع قاعدة بيانات كرة القدم.إي يو (الإنجليزية)
- سلفادور راينوسو على موقع Soccerway.com (الإنجليزية)
- سلفادور راينوسو على موقع عالم كرة القدم.نت (الإنجليزية)